# Frédéric Masson
Frédéric Masson (7 juli 1973) is een Belgische voormalige atleet, die gespecialiseerd was in de sprint. Hij werd tweemaal Belgisch kampioen. Hij combineerde atletiek met volleybal.

## Loopbaan

### Volleybal
Masson begon als achtjarige met volleybal bij VC La Chaîne Orp, de club van zijn woonplaats Orp en gesticht door zijn vader. Hij doorliep alle jeugdreeksen en maakte de opgang mee van de club vanuit vierde provinciale naar eerste nationale, het tweede hoogste niveau van het Belgische volleybal. Hij speelde er als hoekaanvaller.

### Atletiek
Masson kwam als twaalfjarige op het college in Hannuit in contact met atletiek. Hij specialiseerde zich in de sprint. Hij behaalde diverse jeugdtitels. In 1994 en 1996 werd hij Belgisch kampioen op de 400 m. Hij was aangesloten bij FC Hannut Athlétisme en stapte eind 1995 over naar FC Luik.

## Belgische kampioenschappen
Outdoor
| Onderdeel | Jaar       |
| --------- | ---------- |
| 400 m     | 1994, 1996 |

## Persoonlijke records
Outdoor
| Onderdeel | Prestatie | Datum             | Plaats |
| --------- | --------- | ----------------- | ------ |
| 300 m     | 33,71 s   | 11 september 1996 | Nijvel |
| 400 m     | 46,92 s   | 17 augustus 1996  | Nijvel |

## Palmares
400 m
- 1994:  BK AC – 48,13 s
- 1995:  BK AC – 47,81 s
- 1996:  BK AC – 47,09 s
- 1997:  BK indoor AC – 48,46 s
- 1997:  BK AC – 47,53 s
- 1998:  BK AC – 47,35 s
- 2003:  BK AC – 48,23 s